# Treece
Treece és una població dels Estats Units a l'estat de Kansas. Segons el cens del 2000 tenia 149 habitants.

## Demografia
Segons el cens del 2000, Treece tenia 149 habitants, 59 habitatges, i 37 famílies. La densitat de població era de 821,8 habitants/km².
Dels 59 habitatges en un 33,9% hi vivien nens de menys de 18 anys, en un 47,5% hi vivien parelles casades, en un 10,2% dones solteres, i en un 35,6% no eren unitats familiars. En el 33,9% dels habitatges hi vivien persones soles el 18,6% de les quals corresponia a persones de 65 anys o més que vivien soles. El nombre mitjà de persones vivint en cada habitatge era de 2,53 i el nombre mitjà de persones que vivien en cada família era de 3,26.
Per edats la població es repartia de la següent manera: un 30,9% tenia menys de 18 anys, un 7,4% entre 18 i 24, un 25,5% entre 25 i 44, un 19,5% de 45 a 60 i un 16,8% 65 anys o més.
L'edat mediana era de 37 anys. Per cada 100 dones de 18 o més anys hi havia 106 homes.
La renda mediana per habitatge era de 22.500 $ i la renda mediana per família de 28.125 $. Els homes tenien una renda mediana de 26.250 $ mentre que les dones 33.125 $. La renda per capita de la població era de 10.122 $. Entorn del 20% de les famílies i el 26,4% de la població estaven per davall del llindar de pobresa.

## Poblacions més properes
El següent diagrama mostra les poblacions més properes.